# Бузала
Бузала (осет. Бузала , груз. ბუზალა) — село в Закавказье, расположено в Дзауском районе Южной Осетии, фактически контролирующей село; согласно юрисдикции Грузии — в Джавском муниципалитете.

## География
Село располагается в долине реки Большая Лиахва, на противоположном левом берегу к югу от райцентра Джава (Дзау).

## Население
Село населено этническими осетинами. В 1987 году — 140 жителей.

## Топографические карты
- Лист карты K-38-52 Джава. Масштаб: 1 : 100 000. Состояние местности на 1987 год. Издание 1989 г.